# Sukkur
Sukkur (in urdu سكهّر) è una città del Pakistan, situata nella provincia del Sindh.